# 大友哲
大友 哲（おおとも さとる、1957年12月19日 - ）は日本のアマチュア天文家で、多くの小惑星を発見したことで知られる。
東京都三鷹市に生まれ、日本大学松戸歯学部を卒業した。1986年に山梨県高根町（現・北杜市）清里に 清里歯科医院 を開業し、清里大友天文台を開設した。1991年の(5337) 青木の発見に始まり2021年までに149個の小惑星を発見している。(6866) 空海、(6880) 早見優、(7291) 百武、(10152) 宇吉郎など。
2006年、山梨自然エネルギー発電株式会社 を設立し代表取締役に就任。
ドイツのカール・ラインムートが発見した小惑星 (3911) は、その軌道を同定した中野主一によって、大友の名前が命名された。